# Erythroxylum horridum
Erythroxylum horridum là một loài thực vật có hoa trong họ Erythroxylaceae. Loài này được Borhidi & Oviedo mô tả khoa học đầu tiên năm 1976.